# テオドラード・ド・トロワ
テオドラード・ド・トロワ（フランス語：Théodérade de Troyes, 868年ごろ - 903年以降）は、西フランク王ウードの妃。

## 生涯
テオドラードについては、891年または892年5月21日付で夫ウードが発行した、ヴェダスタン修道院の領地を確認する特許状によってのみその存在が確認されている。
『Europäische Stammtafeln』によると、テオドラードはトロワ伯アレランの娘として868年ごろに生まれたという。しかしフランスの系図学者セッティパニは、これについては証明されていないと指摘しており、テオドラードの出自に関する確実な情報は今のところない。
テオドラードは16歳のころにパリ伯ウードと結婚したが、ウードはフランス西部へのノルマン人の侵攻に対する遠征のため、パリが包囲されているときでもしばしばテオドラードと子供たちをパリに残した。
夫ウードは883年にパリ伯、886年にネウストリア侯、そして888年に西フランク王となり、898年に死去した。

## 子女
- ギー - 889年にウードは自身の子が正嫡であることをほのめかしており、これがおそらくギーのことであると考えられている。これは903年8月28日にルドンでブルターニュ公アラン1世が発行した特許状の中でのみ言及されているが、これはおそらく偽物であると考えられており、したがってギーの実在性には疑問が残る[6]。
- ラウル（882年頃 - 898年以降） - アクィタニア王、一次資料が不明な状態で『Europäische Stammtafeln』に言及されている[1][7]。
- アルヌール（885年頃 - 898年） - アデマール・ド・シャバンヌによると、父ウードの死後間もなく死去したという[1]。